# 배끝마디

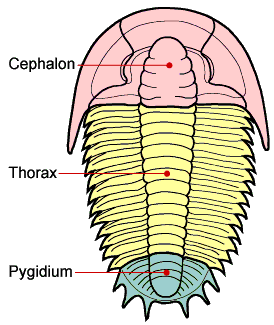
머리, 가슴, 그리고 배끝마디를 보여주는 삼엽충의 모식도

배끝마디(pygidium)는 갑각류와 곤충, 삼엽충 따위의 일부 절지동물에서 볼 수 있는 신체 부위 또는 순판이다. 곤충 이외의 분류군에서는 항문이 이 부위에 있으며, 암컷의 경우 산란관이 위치해 있다. 융합된 몸마디로 이루어져 있으며 이따금씩 꼬리와 합쳐져 있기도 하고, 관절부로 가슴마디와 구분한다.

## 협각류
거미강의 경우, 배끝마디는 배판과 복판 사이에 구별 없이 마지막 세 개의 뒷몸마디의 축소로 인해 고리 모양으로 형성된다. 배끝마디는 수각목, 무편목, 미갈목, 단미목, 절복목 그리고 멸종한 트리고노타르부스목에 존재한다. 투구게의 초기 화석 생물군에서도 나타나는 특징이다.

## 삼엽충
삼엽충의 경우, 배끝마디는 머리보다 훨씬 작다. 아사푸스목의 경우 매끈하며 리쿠스목의 경우 가시투성이이다. 머리와 비교한 상대적 크기에 따라 네 가지로 분류시킨다.
- 소형 배끝마디(Micropygous)– 머리보다 상당히 작다.
- 아동형 배끝마디(Subisopygous) – 머리보다 약간 작다.
- 동형 배끝마디(Isopygous) – 머리와 크기가 같다.
- 대형 배끝마디(Macropygous) – 머리보다 크다.

가슴부와 형태적 유사성에 따라 더 세분화시킬 수 있다. 가슴마디와 형태와 모양이 비슷한 배끝마디의 경우 '동규형'(homonomous)으로 부르는 반면 가슴부의 형태 및 모양(가시의 존재 유무를 떠나서)과 크게 다른 배끝마디의 경우 '이규형'(heteronomous)이라고 부른다.

## 곤충
곤충의 경우, 배끝마디는 마지막 외부 배마디의 위쪽 등판(背板), 즉 항문상판(肛門上板, epiproct)을 지칭한다.

## 같이 보기
- 후체구
- 꼬리마디